# Lokarna (Idre socken, Dalarna, 689918-133270)
Lokarna är en sjö i Älvdalens kommun i Dalarna och ingår i Dalälvens huvudavrinningsområde.